# Bollhus
Bollhus var hus avsedda för bollspel och byggdes under 1500–1800-talen för de bollsporter som fanns då, främst föregångare till tennis. Tidiga bollhus var särskilt vanliga i Frankrike och Italien. Bollhus fanns vid Bollhusgränd i  Gamla stan i Stockholm.